# بوريس سميليانيتش
بوريس سميليانيتش (بالكرواتية: Boris Smiljanić)‏ هو لاعب كرة قدم سويسري وكرواتي في مركزي قلب الدفاع والدفاع، ولد في 28 سبتمبر 1976 في بادن في سويسرا. شارك مع منتخب سويسرا لكرة القدم. أما مع النوادي، فقد لعب مع نادي بازل ونادي غراسهوبر زيوريخ.

## وصلات خارجية
- بوريس سميليانيتش على موقع قاعدة بيانات كرة القدم.إي يو (الإنجليزية)
- بوريس سميليانيتش على موقع ناشيونال فوتبول تيمز (الإنجليزية)
- بوريس سميليانيتش على موقع Soccerway.com (الإنجليزية)
- بوريس سميليانيتش على موقع عالم كرة القدم.نت (الإنجليزية)